# Kurze Freiheitsstrafe
Die kurze Freiheitsstrafe ist im deutschen Strafzumessungsrecht der Begriff für eine Freiheitsstrafe von weniger als sechs Monaten Dauer.
Die Verhängung von kurzen Freiheitsstrafen soll nach dem Willen des deutschen Gesetzgebers nach Möglichkeit vermieden werden. Hintergrund ist der Gedanke, dass die Gesamtwirkung der kurzen Freiheitsstrafen auf die Persönlichkeit des Täters eher negativ ist, weil der Täter einerseits seinem gesamten persönlichen Umfeld entrissen wird (weitere Dissozialisierung), andererseits in der kurzen Zeit des Strafvollzugs kaum eine wirkliche Resozialisierung des Täters erreicht werden wird.
§ 47 des StGB bestimmt, dass eine kurze Freiheitsstrafe nur verhängt werden darf, wenn dies aufgrund von besonderen Umständen in der Tat oder der Persönlichkeit des Täters zur Einwirkung auf den Täter oder zur Verteidigung der Rechtsordnung „unerläßlich“ ist. Diese Regelung gilt nicht für Jugendarrest nach dem Jugendgerichtsgesetz, da es sich dabei im rechtlichen Sinne nicht um eine Strafe handelt, sondern um ein Zuchtmittel.
Auch die Verhängung von kurzen Freiheitsstrafen im Bereich der Bagatellkriminalität verstößt nach herrschender Meinung jedenfalls dann nicht gegen das verfassungsrechtliche Übermaßverbot, wenn schon mehrere, überwiegend einschlägige Vorstrafen existieren und der Täter zudem gegen einschlägige Strafaussetzungen zur Bewährung verstoßen hat.

## Geschichte
An der Sinnhaftigkeit kurzer Freiheitsstrafen kam schon um 1900 Kritik auf, z. B. von Franz von Liszt.
Seit 1. Januar 1922 sah § 3 Gesetz zur Erweiterung des Anwendungsgebiets der Geldstrafe und zur Einschränkung der kurzen Freiheitsstrafen vor, dass bei Vergehen statt einer Freiheitsstrafe unter drei Monaten eine Geldstrafe verhängt wurde, wenn der (allerdings im Gesetz nicht definierte) Strafzweck auch durch die Geldstrafe erreicht werden konnte. Diese Regelung wurde 1924 als § 27b in das RStGB übernommen. In der DDR wurde sie 1958 durch das Strafrechtsergänzungsgesetz abgeschafft. Das StGB der DDR schaffte zehn Jahre später Freiheitsstrafen unter drei Monaten komplett ab (mit Ausnahme der nur noch in Sonderfällen vorgesehenen Haftstrafe). In der BRD wurde die Regelung zum 1. September 1969 auf alle Freiheitsstrafen unter sechs Monaten erweitert (und auch bei Verbrechen anwendbar, wenn die Strafe ausnahmsweise so kurz ausfiele, z. B. bei Versuchs-Milderung). Die Vorschrift wurde zum 1. April 1970 in § 14 Absatz 2 und zum 1. Januar 1975 in § 47 umnummeriert. Seit 1. Januar 1975 sind Freiheitsstrafen unter einem Monat grundsätzlich abgeschafft (Ausnahmen Jugendarrest und Strafarrest).